# Carlos French

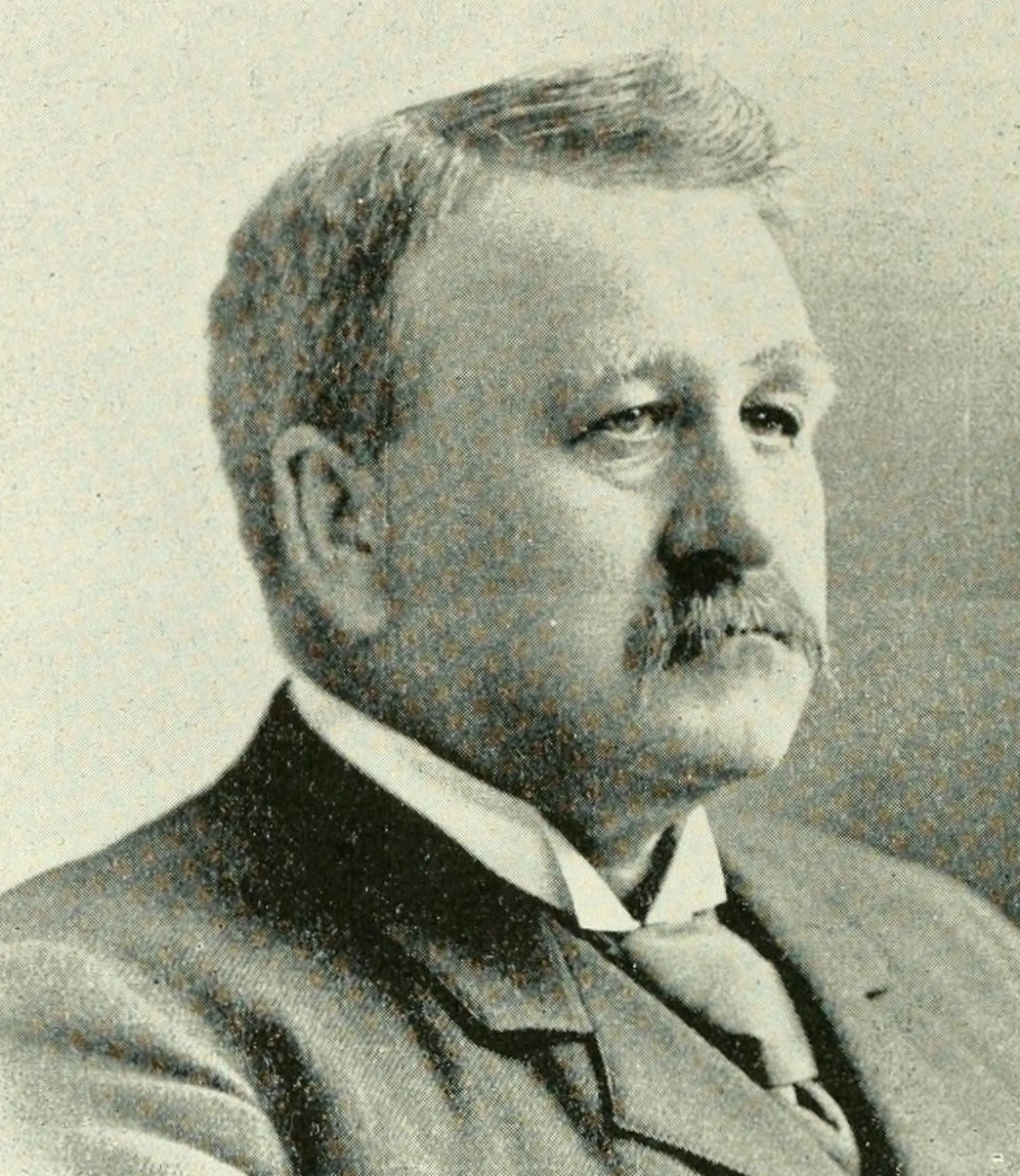
Carlos French

Carlos French (* 6. August 1835 in Seymour, Connecticut; † 14. April 1903 ebenda) war ein US-amerikanischer Politiker. Zwischen 1887 und 1889 vertrat er den zweiten Wahlbezirk des Bundesstaates  Connecticut im US-Repräsentantenhaus.

## Werdegang
Carlos French besuchte die öffentlichen Schulen in Seymour und die General Russell’s Military School in New Haven. Danach wurde er im Handwerk tätig. French gilt als Erfinder der Stahl- und der Bandfeder. In den folgenden Jahren nahm er bei verschiedenen Firmen führende Stellungen ein. Von 1869 bis zu seinem Tod war er Präsident der Fowler Nail Co.; außerdem war er unter anderem Vizepräsident der H.A. Matthews Manufacturing Co., Direktor der Union Horse Shoe Nail Co. in Chicago, Direktor der Second National Bank of New Haven und Direktor einer Eisenbahngesellschaft.
French war Mitglied der Demokratischen Partei und gehörte zeitweise dem Democratic National Committee an. In den Jahren 1860 und 1868 war er Abgeordneter im Repräsentantenhaus von Connecticut. Bei den Kongresswahlen des Jahres 1886 wurde er im zweiten Distrikt von Connecticut in das US-Repräsentantenhaus in Washington, D.C. gewählt. Dort trat er am 4. März 1887 die Nachfolge von Charles Le Moyne Mitchell an. Da er im Jahr 1888 auf eine weitere Kandidatur verzichtete, konnte French bis zum 3. März 1889 nur eine Legislaturperiode im Kongress absolvieren.
Nach dem Ende seiner Zeit im US-Repräsentantenhaus widmete sich French wieder seinen vielen privaten Geschäften. Er starb am 14. April 1903 in seinem Geburtsort Seymour.